# Downy
Cet article concerne le groupe post-rodk japonais. Pour la marque d'assouplissant de tissus, voir Downy (assouplissant).
downy  est un groupe post-rock japonais. Leur style musical mêle post-rock, post-punk, ambient et shoegazing (avec aussi dans certains morceaux des influences électroniques ou jazz).

## Biographie
Le groupe se forme en avril 2000 lorsque son futur leader, Aoki Robin, invite des amis musiciens à improviser tandis que des images sont projetées sur le mur de la salle – ce qui deviendra la marque de fabrique du groupe. En effet, downy est probablement la seule formation musicale à rejeter les jeux de lumières conventionnels et à posséder en tant que membre officiel un « producteur d’images » (Zakuro) qui pendant les concerts est chargé de projeter sur un rideau blanc, placée à l’arrière de la scène, des images psychédéliques inspirées des années soixante, avec possibilité d’improvisation.
Ce sont les concerts à Shibuya et Shimokitazawa (qu’un magazine japonais qualifia de « trance party ») qui ont permis à Downy de se faire une réputation. Autre particularité du groupe, les albums sont tous nommés Mudai, terme qui peut être traduit par « sans titre » en français. Le premier opus de cette série d'albums, est publié en 2001. L'année suivante en 2002 sort le deuxième opus de la série.
En 2004, le leader de Downy (Aoki Robin) s'associe avec Eugene Wakamikoto (chanteur et guitariste du groupe Eksperimentoj) et DJ Geru-See pour monter le projet Dhal qui sort un album (intitulé Cacophony) sur le label qui hébergeait déjà Downy (Felicity). Musicalement dans la même veine que Downy, Dhal se distingue par des textes entièrement chantés en anglais. Cette même année, le groupe publie le quatrième opus de Mudai.
L'année suivante, Aoki Robin retrouve ses camarades de Dhal pour produire une compilation (intitulée Class-Plan B) au profit de leur label Felicity. On retrouve sur cette compilation, outre Dhal et Eksperimentoj, 54-71, Lenium ou encore Zezeco. Downy participe en 2005 à un projet collectif (Time 2 - A Tribute to New Wave) en reprenant le morceau Paper Hats de This Heat et jouent notamment aux côtés de Number Girl, Bloodthirsty Butchers, Luminous Orange et Bleach.
En 2016 sort le sixième opus de Midai.

## Style musical
Le style musical de Downy mêle post-rock, post-punk, ambient et shoegazing (avec aussi dans certains morceaux des influences électroniques ou jazz). De ce mélange découle une atmosphère sombre, lourde, à la rythmique puissante, où le vocal, tantôt mélancolique, tantôt apocalyptique, est légèrement placé en retrait, ce qui permet ainsi de laisser une grande place à l’instrumental. Il comprend aussi des éléments de punk hardcore, post-hardcore, rock psychédélique, rock instrumental, rock progressif, heavy metal, hip-hop, trip-hop, electronica, et math rock.

## Membres
- Aoki Robin (青木ロビン) - chant, guitare
- Aoki Yutaka (青木裕) - guitare
- Nakamata Kazuhiro (仲俣和宏) - basse
- Akiyama Takahiko (秋山隆彦) - batterie
- Zakuro (柘榴) - « producteur d’images »

## Discographie
- 2000 : Tsuki Yadoru Zenryou - 月宿る善良
- 2001 : Mudai - 無題 (1er album)
- 2002 : Mudai - 無題 (2e album)
- 2003 : Mudai - 無題 (3e album)
- 2003 : Mudai - 無題 (CD 1 titre + DVD clips et live)
- 2004 : Mudai - 無題 (4e album)
- 2005 : Mudai - 無題 (CD live + DVD clips et live)
- 2013 : Mudai - 無題 (5e album)
- 2016 : Mudai - 無題 (6e album)